# Laurențiu Ion
Laurențiu Ion, pe numele său întreg Laurențiu Tiberiu Ion, (n. 18 ianuarie 1991) este un scriitor român contemporan  și un specialist în Comunicare.  . Este fondatorul revistei online de fotografie și literatură contemporană SUBCAPITOL, ce promovează tinerii artiști.

## Biografie
Laurențiu Ion s-a născut la 18 ianuarie 1991, la Târgoviște, județul Dâmbovița. A absolvit cursurile Facultății de Litere și a fost Digital Marketing Leader la IBM și profesor de Digital Marketing la Universitatea Alternativă.  În anul 2017, a fost inclus în topul Forbes „30 sub 30”. Locuiește în București. 

## Activitate literară
A debutat publicistic în revista Feedback, în 2009, ulterior, în anul 2010, publicând „Destulă pace pentru un război” la editura Humanitas, volumul său de debut câștigând Concursul de Debut Literar UniCredit (secțiunea poezie), ediția a III-a.  Publică al doilea volum, „Nouăzeci și unu”, în anul 2014, la editura Tracus Arte. Între timp, poemele sale apar atât în reviste din România, cum ar fi Echinox
 sau Dilema veche, cât și în străinătate, în reviste precum Evergreen Review sau Pif Magazine. Mai este prezent în antologiile Echinox (2011) și Best of Pif, Volume One (2012).
A fost invitat să-și citească poemele în cluburi de lectură precum Institutul Blecher sau Open Art.
În anul 2014, înființează revista online de literatură și fotografie SUBCAPITOL. Un an mai târziu, publică antologia „SUBCAPITOL, poezia” , ce include textele a treizeci de autori publicați de revistă de-a lungul existenței sale.

### Dosar de presă
- „Laurențiu Ion încearcă senzația de detașare pe fiecare pagină din volumul său de debut. Și de cele mai multe ori îi iese, adică reușește să expună elocvent și clar o atitudine poetică autentică.” — T.S. Khasis[25]
- „În Destulă pace pentru un război imaginarul se descompune, stroboscopic, în fața unei lumi ieșite din țâțâni, și o voce lucidă, neliniștită, îi înregistrează din off destrămarea.” — Paul Cernat[26]
- „[...] Laurențiu Ion pare, cel puțin la nivel de intenție, să nu accepte ca gen proxim „generația”, ci „individul”, chiar dacă și asta ține, sub anumite aspecte, de a fi fashionable.” —Mădălina Nica [27]
- „[...] un poet cu o evoluție remarcabilă, unul dintre cei mai în formă dintre autorii tineri debutați în ultimii ani” — Claudiu Komartin[28]

## Opera
- „Destulă pace pentru un război”, editura Humanitas, 2010;
- „Nouăzeci și unu”, editura Tracus Arte, 2014
- „Corporația norilor”, editura Curtea Veche, 2019

### Antologii
Poemele sale au apărut în antologiile:
- Antologia Echinox, 2011;
- Best of Pif, Volume One, 2012